# Lega Nazionale A 1940-1941 (hockey su ghiaccio)
La stagione 1940-1941 è stata la terza del campionato svizzero di hockey su ghiaccio di LNA, e ha visto campione l'HC Davos. A causa della mobilitazione dell'esercito svizzero allo scoppio della seconda guerra mondiale, il campionato 1939-1940 era stato annullato e la LNA riprendeva questa stagione: l'EHC St. Moritz non era in grado di schierare una squadra, mentre l'EHC Arosa richiese di essere relegata in Serie A. L'HC Montchoisi Lausanne è stata quindi chiamata come quinta squadra del campionato.

## Classifica finale
| Posizione | Squadra             | G | V | N | P | GF | GF | DR  | Punti | Osservazioni      |
| --------- | ------------------- | - | - | - | - | -- | -- | --- | ----- | ----------------- |
| 1.        | Davos               | 4 | 4 | 0 | 0 | 23 | 4  | 19  | 8     | Campione svizzero |
| 2.        | Zürcher SC          | 4 | 3 | 0 | 1 | 15 | 2  | 13  | 6     |                   |
| 3.        | Berna               | 4 | 1 | 1 | 2 | 1  | 6  | -5  | 3     |                   |
| 4.        | Grasshopper Zürich  | 4 | 1 | 0 | 3 | 8  | 20 | -12 | 2     |                   |
| 5.        | Montchoisi Lausanne | 4 | 0 | 1 | 3 | 3  | 18 | -15 | 1     |                   |

## Verdetti
| Lega Nazionale A 1940-1941 | Lega Nazionale A 1940-1941  |
| -------------------------- | --------------------------- |
| Lega Nazionale A           | Davos Nessuna retrocessione |
| Serie A                    | Arosa Basilea Rotweiss      |